# Hidreto de antimônio
Estibina (hidreto de antimônio) é um composto químico com a fórmula SbH3. esse gás incolor é o principal hidreto covalente de Antimônio e um análogo pesado da Amônia. Este gás tem um cheiro desagradável como Sulfeto de Hidrogênio (ovos podres).

## Preparação
SbH3 é geralmente preparado pela reação de fontes de Sb3+ com H- equivalentes:
2 Sb2O3 + 3
LiAlH4 → 4 SbH3 +
1.5 Li2O + 1.5
Al2O3
4 SbCl3 + 3 NaCl + 3 BCl3
Alternativamente, fontes de Sb3-
Reagem com reagentes protônicos (até mesmo água) para também produzir este gás instável:
Na3Sb + 3 H2O → SbH3 + 3 NaOH